# Alfred Franciszek Hornig
Alfred Franciszek Hornig (ur. 2 października 1911 w Królewskiej Hucie, zm. 4 lipca 1999 w Chorzowie) – geograf, ekonomista, autor licznych publikacji naukowych. Prezes katowickiego oddziału Polskiego Towarzystwa Geograficznego. Przewodniczący Stowarzyszenia Miłośników Chorzowa.

## Życiorys
Urodził się 2 października 1911 w Królewskiej Hucie, obecnie Chorzów, w rodzinie ślusarza hutniczego.
Ukończył Państwowe Gimnazjum Matematyczno-Przyrodnicze im. św. Stanisława Kostki w Chorzowie, uzyskaniem w 1931 roku świadectwa dojrzałości. Do 1934 roku studiował filologię niemiecką na Wydziale Humanistycznym Uniwersytetu Poznańskiego. W 1935 roku podjął studia w Wyższej Szkole Handlowej w Poznaniu. Dwa lata później obronił pracę z geografii gospodarczej. Jeszcze w trakcie studiów odbył praktyki w firmach węglowych i energetycznych w Katowicach i Chorzowie.
W latach 1937–1941 kierował rzemieślniczym warsztatem galwanotechnicznym swoich rodziców w Chorzowie. Od marca 1942 do września 1944 pracował jako referent w zakładach metalurgicznych w Modling w Austrii. Aresztowany przez gestapo, pod zarzutem współpracy z miejscowym ruchem oporu.
Po zakończeniu wojny, od września 1947 pracował jako nauczyciel przedmiotów zawodowych w Miejskim Instytucie Kształcenia Handlowego w Chorzowie. Dla swoich uczniów napisał podręczniki "Geografii gospodarczej" oraz "Geografii Europy i wybranych państw europejskich". Przez kilka lat prowadził także z rodzicami warsztat galwanotechniczny.
W 1948 roku obronił tytuł magistra nauk ekonomiczno-handlowych w Akademii Handlowej w Poznaniu; ukończył także roczne studia geograficzne na Wydziale Matematyczno-Przyrodniczym Uniwersytetu Jagiellońskiego w Krakowie.
Od maja 1952 do lutego 1962 roku prezes katowickiego oddziału Polskiego Towarzystwa Geograficznego.
Od maja 1957 współorganizator Śląskiego Instytutu Naukowego w Katowicach, pracował tam początkowo jako zastępca dyrektora, następnie jako pracownik naukowy.
W czerwcu 1961 roku obronił na Wydziale Nauk Przyrodniczych Uniwersytetu Wrocławskiego pracę doktorską pt. "Wpływ człowieka na powierzchnię ziemi w północnej części Górnośląskiego Zagłębia Węglowego", Był także autorem kilku publikacji o tej tematyce, w tym anglojęzycznego referatu na XX Międzynarodowy Kongres Geograficzny w Londynie.
W latach 1961-64 pracował w Biurze Projektów Kopalnictwa Surowców Chemicznych w Chorzowie; od lipca 1962 do września 1969 starszy wykładowca w Katedrze Geografii Regionalnej WSP w Krakowie. Od 1964 roku nauczyciel geografii gospodarczej w Technikum Zawodowym dla Pracujących w Chorzowie.
Od stycznia 1965 do marca 1968 adiunkt w Zakładzie Instytutu Ekonomiki i Organizacji Przemysłu w Chorzowie. Po jej włączeniu do Instytutu Metalurgii Żelaza w Gliwicach oraz zmianie nazwy na Zakład Organizacji Produkcji i Badań Ekonomicznych, kierował w tymże zakładzie, do kwietnia 1971 Pracownią Badań Efektywności. Autor oraz współautor ok. 80 publikacji z zakresu gospodarki przestrzennej i ekonomiki przemysłu.
W czerwcu 1971 obronił na Wydziale Morskim Wyższej Szkoły Ekonomicznej w Sopocie stopień doktora habilitowanego nauk ekonomicznych w zakresie geografii ekonomicznej. Następnie przez ok. rok pracował jako starszy wykładowca w Wyższej Szkole Ekonomicznej w Katowicach, a od grudnia 1972 jako docent w Akademii Ekonomicznej im. Karola Adamieckiego w Katowicach.
W czerwcu 1975 roku Senat uczelni wystąpił do Rady Państwa o nadanie mu tytułu profesora nadzwyczajnego. Podjął wówczas pracę w Politechnice Śląskiej w Gliwicach. Od października 1975 prodziekan Wydziału Handlu, Transportu i Usług; rok później zastępca dyrektora Instytutu Ekonomiki Transportu w Akademii Ekonomicznej w Katowicach. Od 1977 kierownik Zakładu Ekonomiki i Organizacji Przedsiębiorstw Transportu, od 1978 kierownik Studium Podyplomowego Organizacji i Zarządzania Transportem Samochodowym i Kolejowym.
W jego dorobku naukowym wyróżniają się prace badawcze z zakresu geografii transportu, w tym szczególnie studium komunikacyjne Górnego Śląska, a także prace z zakresu geografii przemysłu i surowców mineralnych oraz ekonomiki przemysłu.
Promotor ok. 180 prac dyplomowych i magisterskich w Akademii Ekonomicznej w Katowicach oraz w Politechnice Śląskiej w Gliwicach. Recenzent 4 dysertacji doktorskich, jednej pracy habilitacyjnej, promotor dwóch doktorów. Opublikował ok. 120 prac, w tym dwie książki oraz pięć broszur.
Działacz Stowarzyszenia Miłośników Chorzowa im. Juliusza Ligonia; od 1957 roku jego wiceprzewodniczący; w latach 1967-1971 przewodniczący. Grotołaz, wierny kibic "Ruchu" Chorzów.
Zmarł 4 lipca 1999 w Chorzowie, pochowany na cmentarzu parafii pw. św. Jadwigi w Chorzowie.

## Odznaczenia
Odznaczony m.in. 
- Krzyżem Komandorskim Orderu Odrodzenia Polski (1981),
- Złotym Krzyżem Zasługi (1976),
- Medalem Komisji Edukacji Narodowej (1978),
- Złotą Odznaką "Zasłużonemu w Rozwoju Województwa Katowickiego" (1977).